# Pero constrictifascia
Pero constrictifascia là một loài bướm đêm trong họ Geometridae.